# ハーマングリッド

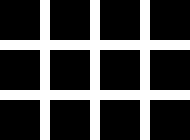
ハーマングリッド

ハーマングリッド（独:Hermann-Gitter、英:Hermann Gridなど）は、図のような格子状の模様のことで、白の交差点の部分が灰色あるいは、やや影になったように見える。この現象のことをハーマングリッド効果あるいはハーマングリッド現象（Hermann Grid Illusion）という。色の明度対比による視覚現象の1つ。1870年に発見された。ヘルマン格子錯視と表現されることもある。
この現象の発見者であるハーマン（Ludimar Hermann、1838年10月21日 - 1914年6月5日）にちなみ、ハーマングリッドと名付けられた。
同様の錯視にきらめき格子やバーゲン錯視が存在する。
目の網膜細胞の側抑制によって起きると言われている。側抑制では、隣接する2色が強調される。通路部分の白と黒の壁の対比と交差点の部分では、黒からの少し距離があるため対比は低くなることから起こる現象とされてきた。
しかし、格子をわずかに波状に歪ませると錯視が消失してしまうことが示されており、周囲との対比によって生ずるとする説明のみでは不十分とされる。
この効果は生理的盲点の移動によって引き起こされるという仮説が立てられている。

## 関連用語
- 縁辺対比
- 錯視